# Powrózek
Powrózek, funikulus (łac. funiculus) − struktura anatomiczna obecna u wszystkich mszywiołów.
Powrózek ma postać wyodrębnionego od ściany ciała pasma nabłonka perytonealnego. Rozciągnięty jest od dna żołądka do somatopleury dolnej części ściany tułowia. Funikulus może również przechodzić przez pory komunikacyjne w ścianie ciała, łącząc zooidy w obrębie kolonii.
Funikulus jest pochodzenia mezodermalnego. W nim najczęściej znajdują się męskie gonady, czyli jądra. Ponadto u gatunków słodkowodnych w funikulusie rozwijają się statoblasty, czyli zimowe formy przetrwalnikowe.